# Eielson Air Force Base
Eielson AFB é uma Região censo-designada localizada no estado americano de Alasca, no Distrito de Fairbanks North Star.

## Demografia
Segundo o censo americano de 2000, a sua população era de 5400 habitantes.

## Geografia
De acordo com o United States Census Bureau, a localidade tem uma área de 138,6 km², dos quais 134,7 km² cobertos por terra e 3,9 km² cobertos por água.

## Localidades na vizinhança
O diagrama seguinte representa as localidades num raio de 40 km ao redor de Eielson AFB.